# オークショットの刀剣類型

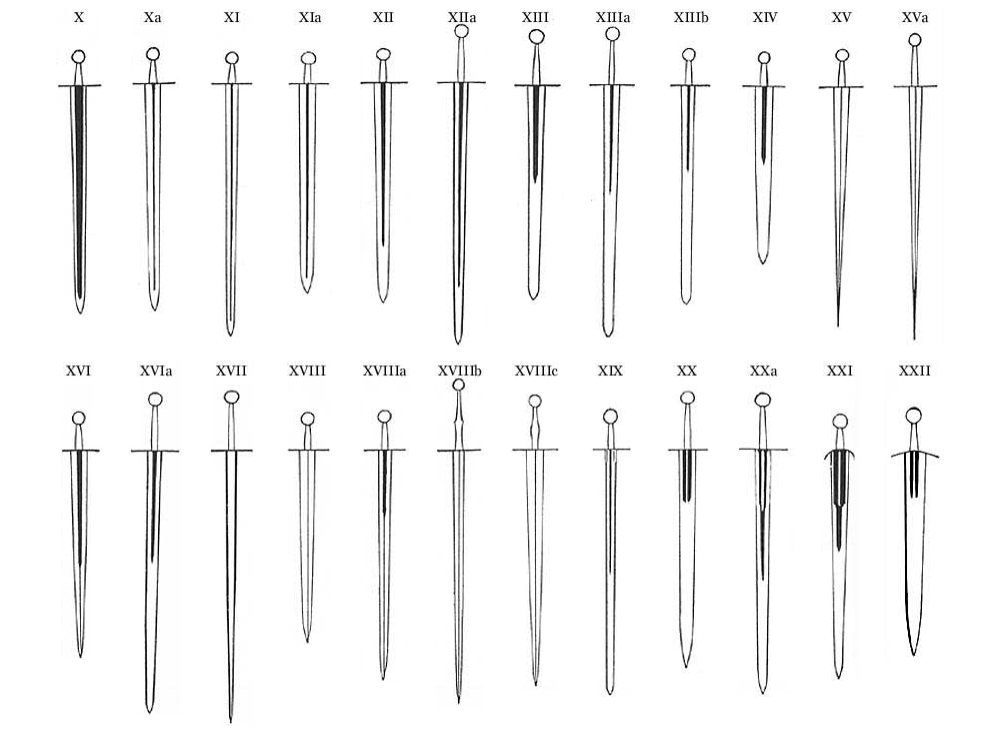
オークショットの刀剣類型

オークショットの刀剣類型（オークショットのとうけんるいけい、Oakeshott typology）とは、エーワルト・オークショットが、中世ヨーロッパの刀剣を、刀身の形態に基づいて分類した類型区分のこと。剣は、10番（X）から22番（XXII）までの13の主類型と、その副類型に区分される。この類型区分は、オークショットの著作『騎士道時代の剣（The Sword in The Age of Chivalry）』（1964年初版、1981年改訂）のなかで提出された。
この類型の体系は、ヴァイキングの剣に関するヤン・ペテルセンの類型に続くものである。ペテルセンの類型は『ノルウェーのヴァイキング剣（De Norske Vikingsverd）』（1919年初版）のなかで提出され、1927年にR・E・M・ウィーラーによって修正されたもので、1番（I）から9番（IX）まで、9つの類型を区分している。(その内8番と9番はオークショットによって追加された)
類型は、その剣が使われていた年代で二つのグループに大別される。1000年から1300年頃にメイルを想定して作られた10番から14番のものがグループⅠ。1350年から1550年頃にプレートアーマーを想定して作られた15番から22番のものがグループⅡとされる。

## 類型

### 10番
10番は、後期ヴァイキング時代に一般的で、13世紀まで使われ続けた剣。幅広で平らな刃が特徴で、刃の平均的な長さは80cm程度。幅広で深い樋が、切先のすぐ手前まで刀身のほぼ全体に走っている。切先は丸いのが典型的。握りの平均的な長さは、初期ヴァイキング剣と同程度で、9.5cm程度。中子は、通常極めて平らで幅広く、柄頭に向かって鋭く先細りになっている。十字鍔は、一般に方形の断面で、18～20cmの長さで、先端に向かって先細りになるか、まれにわずかに反り返っている。
典型的なヴァイキング型よりも細く長く、盛期中世の騎士の剣への過渡期型の代表である。10世紀の北方人はこの型の剣を知っており、「尖り柄（gaddhjalt）」と呼んだ。柄頭は、通常、ブラジルナッツのような形をしているが、時として、円盤状のものもある。
オークショットは、1981年に下位類型として10a番を設定し、もともとは11番に分類されていた剣のうち、10番と同形状の刃を持ちながらも、刀身の樋の幅がより狭い剣をそこに分類した。10番の剣の多くは、刃に「ウルフバート（ULFBERHT）」という銘が刻まれている。

### 11番
1100年頃から1175年頃まで使われた、切先が先細りになっている剣。下位類型11a番は、より幅広く、より短い刀身を持つ。

### 12番
盛期中世の典型的な剣。この時代から、刀身は先細になり、樋は短くされ始める。その結果、斬りつけるための性能を保ったまま、突きのための性質が改善された。この型に関しては、中世の実物が非常に多く現存している。
この型の剣が13世紀後半に存在していたことは間違いないが、ともするとかなり早期から用いられていたかも知れない。というのも、チューリヒのスイス国立博物館には、ヴァイキング時代の型の柄を持つ一方で、刀身は明らかに12番に分類される剣が所蔵されているのである。
下位類型12a番（もともとは13a番に分類）には、より長く、より厚みのある大剣が分類される。この型は、13世紀半ばに登場し、おそらくは当時の改良された板金鎧に対抗するためにデザインされたもので、後の長剣の先駆である。
美術作品における12番型の剣の最も早い描写例は、バンベルク大聖堂内にある1200年頃の大天使ミカエルの彫像である。その他の例としては、1245年頃の『マチェヨフスキ聖書（en:Maciejowski Bible）』がある。

### 13番
十字軍時代に発展した古典的な騎士の剣。13世紀後半の剣が典型的とされる。
13番型の剣は、はっきりした特徴として、長く、幅広の刀身に平行の刃、円形かへら状の切先を持っている。十字鍔の断面はレンズ状の形をしており、握りは以前の型よりも長く、15cm程度あり、場合によっては両手でも扱えるようになっている。十字鍔は通常まっすぐで、柄頭はブラジルナッツ型か円盤状（オークショット柄頭類型D、E、I）。
下位類型13a番は、より長い刀身と握りを特徴とし、騎士の大剣や、14世紀のドイツ、スペイン、イングランドの美術作品にしばしば見られる「ドイツ大剣（Grans espée d'Allemagne）」に一致する。この型は、早くも12世紀には見られ、15世紀に至るまで広く知られていた。
下位類型13b番は、より小さなつくりの片手剣である。
現存している剣に関しては、上位類型である13番はごくわずかで、下位類型13a番の方が多い。
両手で用いている描写は、テニスン（Tenison）の『詩篇』の中に見られる。また、1300年頃の『ヨハネの黙示録』の写本の中にも例がある。

### 14番
オークショットによれば、14番に分類される剣は、「短く、幅広の刀身で、切先は鋭く、柄もとから一気に先細になる。刀身は平らで、いくつかの剣では、切先はなめらかだが鎬がかなり高い。樋は全体の半分あるいはそれよりも少し長く走っており、一本できわめて幅広もしくは複数本で幅狭である。握りは一般に短く、平均して9.5cm程度だが、11.5cmほどのものもある。中子は薄く、両面対照で、しばしば刀身からの樋が中ほどまで伸びている。柄頭はつねに「車輪」型で、場合によっては非常に幅広で平ら。十字鍔は一般に比較的長く、反っており、ごく稀にまっすぐである」と述べている。

### 15番
1300年頃から1500年頃に使われた剣で、先細の刀身に鋭い切先を持ち、十字鍔の断面はダイアモンド形。
下位類型の15a番は、より長く、幅狭の刀身を持っている。ヨハンネス・リヒテナウアーの一派が用いた剣が一例。

### 16番
刀身の長さは、およそ70～80cm。下部類型16a番は、刀身がより長く、樋がより短い。

### 17番
1360年頃から1420年頃の剣で、長く、先細の刀身を持ち、十字鍔の断面は六角形で、握りは両手で持つようになっている。重く、2kg以上もあり、鎧を貫くために使われた。

### 18番
根本が幅広で、切先に向かって先細になる刀身、短い握り、十字鍔の断面はダイアモンド形。下位類型18a番は、より幅狭の刀身と、より長い握りを持つ。18b番は、より長い刀身と握りを持つもので、1450年頃から1520年頃に使われた。18c番は、90cm程の幅広の刀身を持つ。

### 19番
15世紀の片手剣で、幅広の平らな刀身に、平行な刃と幅狭の樋を持ち、リカッソがある。

### 20番
14世紀から15世紀にかけての「片手半」剣で、刀身の樋はしばしば二本入っている。
下位類型の20a番は、より幅狭の刀身。

### 21番
15世紀後期のチンクエディア（Cinquedea）様の剣。チンクエディアよりもいくぶん刀身が長く、幅狭。

### 22番
1500年頃の剣で、幅広で平らな刀身に、短く幅狭の樋が走っている。